# Коптський календар
Ко́птський календа́р або Александрі́йський календа́р — календар, що його використовує Коптська православна церква. Заснований на стародавньому Єгипетському календарі. Щоб уникнути сповзання календарних дат за сезонами в 238 до н. е. цар Єгипту Птолемей III Евергет спробував провести реформу стародавнього календаря, яка полягала у додаванні шостого епагоменального дня кожні чотири роки. Однак ця реформа не була прийнята єгипетськими жерцями і населенням, а введення нового календаря було відкладено до 25 до н. е., коли єгипетський календар був реформований римським імператором Августом, щоб зберегти синхронізацію єгипетського календаря з щойно введеним юліанським календарем. Новий календар отримав назву коптського. Його роки й місяці збігаються з роками й місяцями ефіопського календаря, але мають різні номери та назви.

## Коптський рік
Коптський рік — це покращений цивільний рік давньоєгипетського календаря, що зберіг його поділ на три пори року, по чотири місяці кожна. Три пори року згадуються в спеціальних молитвах коптської літургії. Цей календар вживається досі в усьому Єгипті фелахами для визначення часу сільськогосподарських робіт. Коптський календарний рік складається з 13 місяців: 12 місяців по 30 днів і додатковий місяць з 5 або 6 днів, в залежності від того, високосний рік або простий. Рік починається 29 серпня за юліанським календарем, або 30 серпня, якщо наступний рік високосний. Високосні роки в коптському календарі призначаються за тими ж правилами, що і в юліанському календарі, таким чином шестиденний 13 місяць завжди передує юліанському високосному рокові. 
Свято «Нейруз» знаменує перший день коптського року. Його святкування випадає на перший день місяця тота, першого місяця коптського календаря, який з 1901 по 2098 рік відповідає 11 вересня за григоріанським календарем або 12 вересня, якщо наступний рік високосний. Рахунок років в коптському календарі ведеться з 284 року — з року пришестя до влади імператора Діоклетіана, чиє правління було ознаменовано глобальними реформами в римській державі, а також гоніннями на християн. Звідси і назва епохи календаря: лат. Anno Diocletiani — від Діоклетіана, або лат. Anno Martyrum — від мучеників (A. M.). (абревіатура А. M. також часто використовується в єврейському календарі — лат. Anno Mundi; абревіатура A. D. міцно закріпилася в християнській церкві як лат. Anno Domini, тому щодо епохи Діоклетіана не використовується). 
Для того, щоб обчислити номер коптського року, необхідно відняти від номера юліанського року 284 до коптського Нового року або 283 в решті випадків.

## Коптські місяці
| номер | грецька               | коптська                       | українська |
| ----- | --------------------- | ------------------------------ | ---------- |
| I     | Θώθ [Thṓth]           | Ⲑⲱⲟⲩⲧ [Thout]                  | Тот        |
| II    | Φαῶφι [Phaôphi)]      | Ⲡⲁⲟⲡⲓ [Paopi]                  | Фаофі      |
| III   | Ἁθύρ [Hathúr]         | Ⲁⲑⲱⲣ [Hathor]                  | Атір       |
| IV    | Χοίακ [Khoíak]        | Ⲭⲟⲓⲁⲕ [Koiak]                  | Хойяк      |
| V     | Τῦβι [Tûbi]           | Ⲧⲱⲃⲓ [Tobi]                    | Тібі       |
| VI    | Μεχείρ [Mekheír]      | Ⲙⲉϣⲓⲣ [Meshir]                 | Мехір      |
| VII   | Φαμενώθ [Phamenṓth]   | Ⲡⲁⲣⲉⲙϩⲁⲧ [Paremhat]            | Фаменот    |
| VIII  | Φαρμοῦθι [Pharmoûthi] | Ⲫⲁⲣⲙⲟⲩⲑⲓ [Paremoude]           | Фармуті    |
| IX    | Παχών [Pachon]        | Ⲡⲁϣⲟⲛⲥ [Pashons]               | Пахон      |
| X     | Παῦνι [Payni]         | Ⲡⲁⲱⲛⲓ [Paoni]                  | Пайні      |
| XI    | Ἐπείφ [Epeíph]        | Ⲉⲡⲓⲡ [Epip]                    | Епіфі      |
| XII   | Μεσορή [Mesorḗ]       | Ⲙⲉⲥⲱⲣⲓ [Mesori]                | Месорі     |
| XIII  |                       | Ⲡⲓⲕⲟⲩϫⲓ ⲛ̀ⲁ̀ⲃⲟⲧ [Pi Kogi Enavot] |            |